# Reinbot von Durne
Reinbot von Durne war ein mittelhochdeutscher Autor der ersten Hälfte des 13. Jahrhunderts. Er verfasste im Auftrag des Herzogs Otto II. von Bayern (1231–1253) und dessen Ehefrau Agnes in 6134 Versen den mittelhochdeutschen Georgsroman, die höfische Fassung der weit verbreiteten Legende des Heiligen Georg. Wahrscheinlich entstand der Georgsroman Reinbots zwischen 1231 und 1256 oder nach 1246 in Wörth an der Donau.

## Leben
Reinbot von Durne war Hofdichter am bayerischen Herzogshof. Möglicherweise war er auch Notar in der herzoglichen Kanzlei. Eine Urkunde Ottos II. von Bayern aus dem Jahr 1240 ist von einem Reimboto ausgefertigt worden. Ob zwischen Reinbot von Durne und jenem Reimboto ein Zusammenhang besteht, ist spekulativ. Die Regierungszeit Ottos II. ermöglicht eine ungefähre Eingrenzung der Entstehungszeit des Georgromans. Besonders großen Einfluss auf die Entstehung und die Gestalt des Werkes hatte Herzogin Agnes.

## Georgsroman

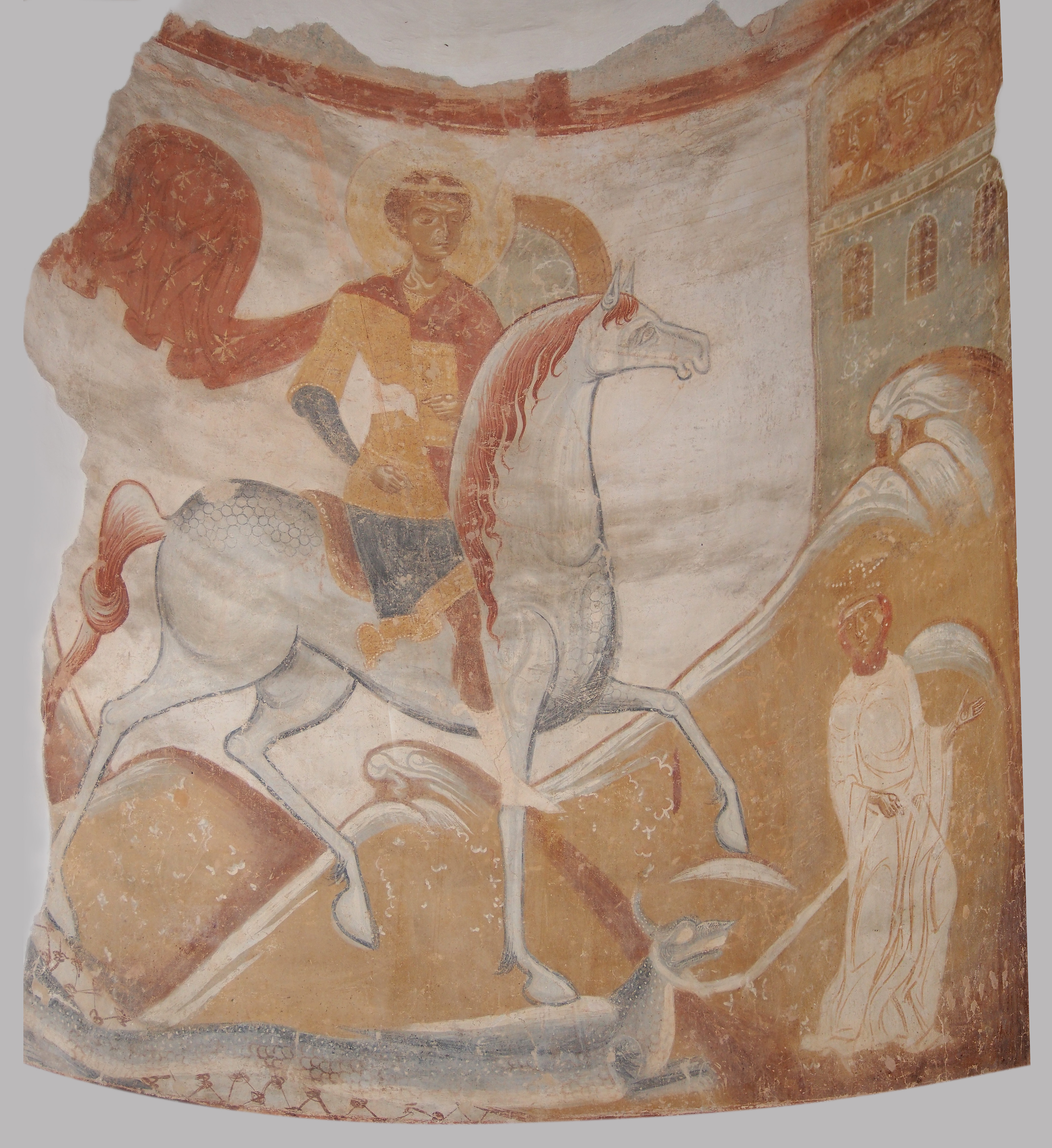
Zeitgenössische Darstellung des Heiligen Georg als Fresko in der Georgskirche in Staraja Ladoga (12. Jahrhundert).

Die Legende vom heiligen Georg war im Mittelalter sehr weit verbreitet. Reinbot von Durne hatte, so wird vermutet, entweder eine französische oder eine lateinische Vorlage, die jedoch verloren ist, sodass kaum festgestellt werden kann, inwieweit der Autor sich und seine Vorstellungen selbst einbrachte. Der Literatur- und Sprachwissenschaftler Konrad Kunze spricht von einer deutlichen Tendenz zur Verritterung des Heiligen.
Als ritter kristân (V. 1696) steht Reinbots Georg in der Tradition des miles christianus, des Kämpfers im Namen Gottes und Verteidigers des Glaubens. Georg, der Patron der Ritter, wird als Heidenkämpfer und Missionar dargestellt; er ist Wundertäter und mehrfacher Märtyrer.
Neben der bereits genannten Tendenz zur Verritterung Georgs kommen zum einen die zunehmende Höfisierung des Stoffes und zum anderen seine Didaktisierung. Der höfische Einfluss ist vor allem auf Hartmann von Aue und auf Wolfram von Eschenbach zurückzuführen. Besonderes didaktisches Element bildet die Allegorie der Tugendburg, deren acht Räume den ritterlichen Tugenden geweiht sind (VV. 5751–5898).
Bei Reinbots Georgsdarstellung fehlt das Element des Kampfes gegen den Drachen, welches heute sofort mit dem heiligen Georg in Verbindung gebracht wird. Der Drachenkampf taucht in einer stark verkürzten Version der Georgslegende in Prosa auf und findet Aufnahme in „Der Heiligen Leben“. Die darin enthaltene deutsche Version der Georgslegende war bis zur Reformation am weitesten verbreitet.

## Textzeugnisse
Der Heilige Georg Reinbots von Durne ist in neun Textzeugnissen überliefert, davon vier Handschriften und fünf Fragmente (Stand 8. Februar 2007, laut Marburger Repertorium sind es zehn Textzeugnisse). Das früheste Dokument – ein Fragment – wird auf das letzte Viertel des 13. Jahrhunderts datiert.

## Ausgaben
- Reinbot (von Dorn): Der heilige Georg. In: Deutsche Gedichte des Mittelalters. Hrsg. von Friedrich Heinrich von der Hagen und Johann Gustav Gottlieb Büsching. Bd. 1. Berlin 1808.
- Der Heilige Georg des Reinbot von Durne. Mit einer Einleitung über die Legende und das Gedicht hrsg. und erkl. von Ferdinand Vetter. Halle a.S. 1896.
- Der heilige Georg Reinbots von Durne. Nach sämtlichen Handschriften herausgegeben von Carl von Kraus. Heidelberg 1907.
- Reinbot von Durne: Der Heilige Georg. Mittelhochdeutscher Text, Übersetzung, Kommentar und Materialien zur Stofftradition. Hrsg. von Christian Buhr, Astrid Lembke, Michael R. Ott. Berlin/Boston 2020.